# Apioscelis christianeae
Apioscelis christianeae är en insektsart som beskrevs av Bentos-pereira och Listre 2005. Apioscelis christianeae ingår i släktet Apioscelis och familjen Proscopiidae. Inga underarter finns listade i Catalogue of Life.